# Anolis parilis
Anolis parilis är en ödleart som beskrevs av  Williams 1975. Anolis parilis ingår i släktet anolisar, och familjen Polychrotidae. Inga underarter finns listade i Catalogue of Life.